# Bernardo Fernandes da Silva
Bernardo Fernandes da Silva (* 20. duben 1965) je bývalý brazilský fotbalista.

## Reprezentační kariéra
Bernardo Fernandes da Silva odehrál za brazilský národní tým v roce 1989 celkem 5 reprezentačních utkání.

## Statistiky
| Brazílie | Brazílie | Brazílie |
| Roky     | Zápasů   | Gólů     |
| -------- | -------- | -------- |
| 1989     | 5        | 0        |
| Celkem   | 5        | 0        |